# تامارا یوانوویچ
تامارا یوانوویچ (انگلیسی: Tamara Jovanović؛ زادهٔ ۲۲ مهٔ ۱۹۸۵) بازیکن فوتبال اهل صربستان است.
وی همچنین در تیم ملی فوتبال Serbia بازی کرده‌است.